# Renato Calapso
Renato Calapso (Palermo, 11 luglio 1901 – Messina, 17 novembre 1976) è stato un matematico italiano, studioso di geometria differenziale.

## Biografia
Figlio di Pasquale Calapso, si laureò in matematica all'Università di Messina nel 1922, divenendo subito dopo assistente della cattedra di analisi matematica. Successivamente ottenne la libera docenza in analisi matematica e nel 1935 ottenne la cattedra di geometria presso l'Università di Messina, tenuta fino al collocamento a riposo nel 1976.
Le sue ricerche, inizialmente influenzate dal padre, si sono rivolte prevalentemente alla geometria differenziale; negli ultimi anni si occupò invece di geometrie non euclidee e di storia della matematica.